# París-Roubaix 1990
La París-Roubaix 1990 fou la 88a edició de la París-Roubaix. La cursa es disputà el 8 d'abril de 1990 i fou guanyada pel belga Eddy Planckaert, que s'imposà a l'esprint als seus tres companys d'escapada, en l'arribada a Roubaix. Steve Bauer i Edwig van Hooydonck foren segon i tercer respectivament.

## Classificació final
|    | Ciclista                | Equip     | Temps      |
| -- | ----------------------- | --------- | ---------- |
| 1  | Eddy Planckaert         | Panasonic | 7h 37' 02" |
| 2  | Steve Bauer             | 7 Eleven  | m. t.      |
| 3  | Edwig van Hooydonck     | Buckler   | m. t.      |
| 4  | Martial Gayant          | Toshiba   | m. t.      |
| 5  | Jean-Marie Wampers      | Panasonic | + 03"      |
| 6  | Gilbert Duclos-Lassalle | Z         | m. t.      |
| 7  | Thomas Wegmüller        | Weinmann  | + 07"      |
| 8  | Adrie van der Poel      | Weinmann  | + 10"      |
| 9  | Rudy Dhaenens           | PDM       | m. t.      |
| 10 | John Talen              | Panasonic | m. t.      |